# Anna Polony

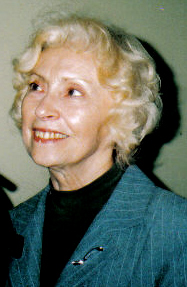
Anna Polony (2007)

Anna Polony (* 21. Januar 1939 in Krakau) ist eine polnische Theater- und Filmschauspielerin. Sie beendete 1960 die höhere Schauspielschule und 1964 die höhere Theaterschule in Krakau. Bekannt wurde sie 1959, als sie in einem Stück von Jerzy Kaliszewski spielte. Sie arbeitete unter anderem mit Konrad Swinarski zusammen.

## Filmografie (Auswahl)
- 1980: Z biegiem lat, z biegiem dni (TV)
- 1984: Tagebuch meiner Kindheit (Napló gyermekeimnek)
- 1986: Tagebuch für meine Lieben (Napló szerelmeimnek)
- 1988: Dekalog, Sieben
- 1990: Tagebuch für meine Eltern (Napló apamnak, anyamnak)
- 1993: Dwa Księżyce
- 1995: Die Jüdin – Edith Stein (Siódmy pokój)
- 2001/2: Na dobre i na złe (TV)
- 2004: Die Kühe sind los (Polnische Synchronisation)[1]
- 2005: Magda M. (TV)
- 2009: Rewers

## Theater
- 1983: Dziady
- 2002: Wszyscy święci